# جايمي كورتيس
جايمي كورتيس (بالإسبانية: Jaime Cortés)‏ هو لاعب كرة مضرب كولومبي، ولد في 26 يوليو 1964 في بوغوتا في كولومبيا.

## وصلات خارجية
- جايمي كورتيس على موقع رابطة محترفي التنس (الإنجليزية)
- جايمي كورتيس على موقع الاتحاد الدولي لكرة المضرب (الإنجليزية)
- جايمي كورتيس على موقع كأس ديفيز (الإنجليزية)
- جايمي كورتيس على موقع خلاصة التنس.كوم (الإنجليزية)